# بیکرتون (کنتاکی)
بیکرتون (به انگلیسی: Bakerton) یک منطقهٔ مسکونی در ایالات متحده آمریکا است که در شهرستان کامبرلند، کنتاکی واقع شده‌است. بیکرتون ۱۸۲٫۸۸ متر بالاتر از سطح دریا واقع شده‌است.